# Mazda 757
Mazda 757 — спортпрототип, разработанный компанией Mazdaspeed под руководством Найджела Страуда для участия в автогонках на выносливость в классе GTP. Оно заменило предыдущую линейку автомобилей класса C2, которая закончилась на Mazda 737C, и стало первым шасси, полностью построенным компанией Mazdaspeed. Обозначение 747 пропущено, чтобы избежать путаницы с Mazda RX-7 второго поколения, которая разрабатывалась под кодовым названием P747. Автомобиль оснащён 3-х секционным роторно-поршневым двигателем Mazda 13G рабочим объёмом 1962 см3 и мощностью 450 л. с.
Два 757-го участвовали в гонке «24 часа Ле-Мана» 1986 года, но оба не смогли финишировать из-за проблем с коробкой передач, что стало первым случаем, когда Mazdaspeed не смогла финишировать в Ле-Мане. В сезоне Всеяпонского чемпионата по спортивным прототипам Mazda смогла занять третье место в чемпионате производителей. В 1987 году снова были заявлены два Боинга 757: один занял 7-е место в общем зачете, а у другого отказал двигатель. Помимо хорошего результата на совместном чемпионате мира по спортивным автомобилям и Всеяпонском чемпионате спортивных прототипов в Фудзи, Mazdaspeed смогла занять 10-е место в командном чемпионате WSC и 3-е место в чемпионате производителей JSPC. Единственный 757-й снова был выпущен в 1988 году вместе с двумя более новыми 767-ми и смог обойти оба 767-го и занять 15-е место в общем зачете